# Bình Phước, Bình Sơn
Bình Phước là một xã thuộc huyện Bình Sơn, tỉnh Quảng Ngãi, Việt Nam.
Xã Bình Phước có diện tích 23,81 km², dân số năm 1999 là 5965 người, mật độ dân số đạt 251 người/km².